# Sản xuất khoai tây ở Algeria

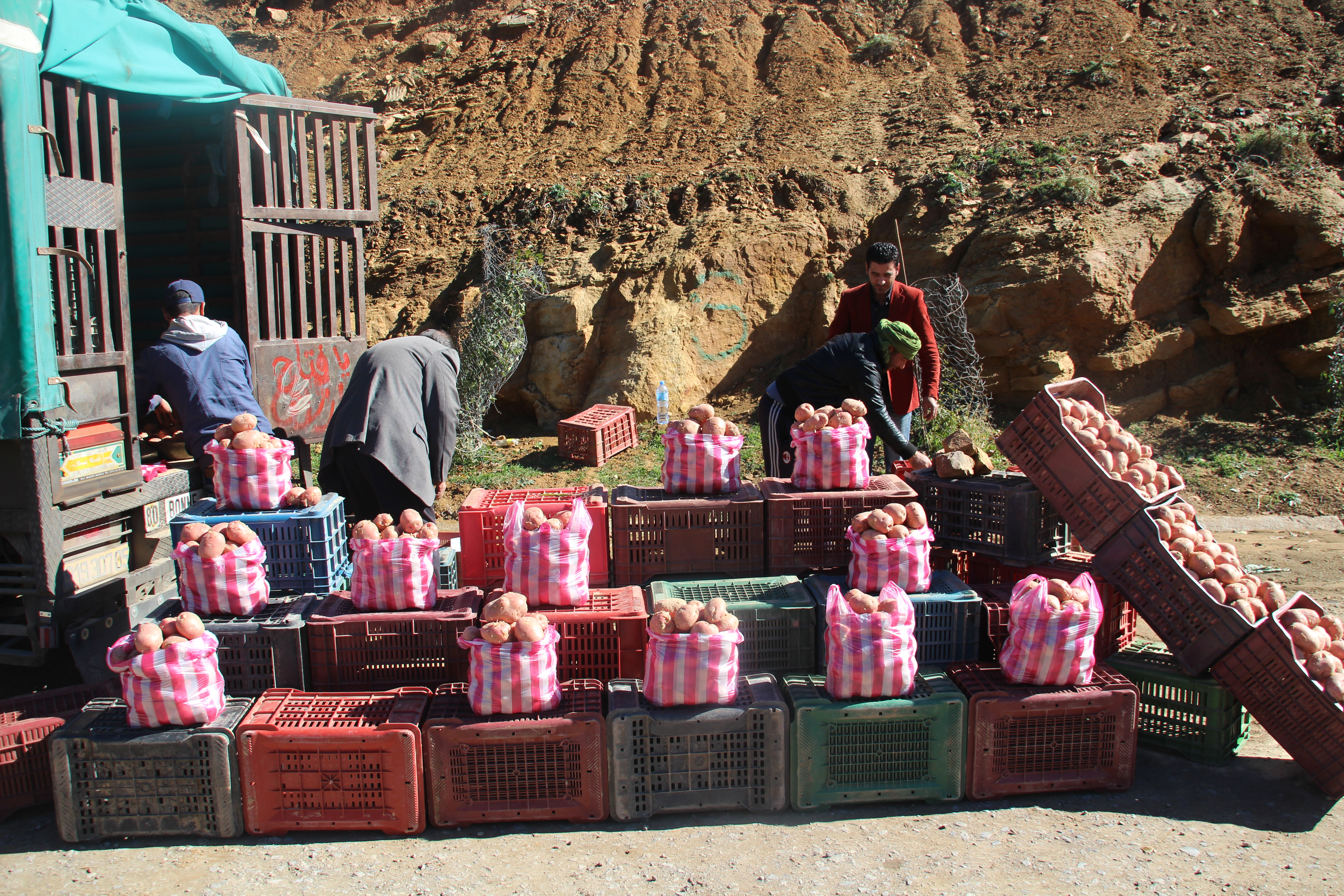
Một người bán khoai tây ở Batna, Algeria

Việc trồng khoai tây là một phần chính trong ngành nông nghiệp của Algeria. Nước này là nhà sản xuất khoai tây lớn thứ 17 trên thế giới vào năm 2018. Hoạt động sản xuất tập trung vào hai khu vực: bờ biển Địa Trung Hải và sa mạc quanh El Oued. Điều kiện trồng trọt ở bờ biển nói chung là thông thường trong rãnh đất, còn ở El Oued thì chủ yếu theo hệ thống tưới tiêu trục vòng tròn trung tâm cho khoai tây trồng trên cát. Chỉ một phần nhỏ không đáng kể khoai tây được chế biến tại nhà máy.

## Lịch sử

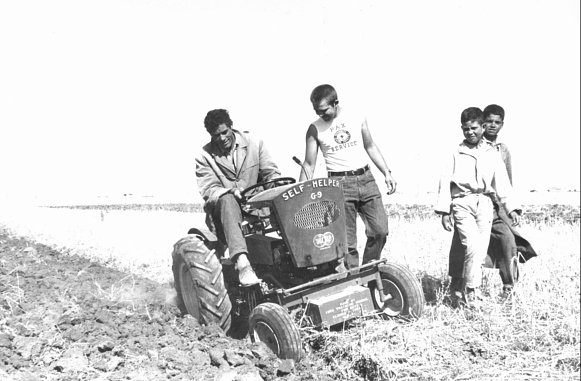
Cày ruộng ở Algeria, năm 1965

Khoai tây đã được trồng ở Algeria (khi đó là thuộc địa của Pháp) ít nhất là vào cuối thế kỷ 19, lúc đó các vấn đề về cây trồng bị ảnh hưởng bởi sâu bướm khoai tây Phthorimaea operculella được báo cáo. Khoai tây đã trở thành một loại cây trồng chính vào năm 1951 và chúng được xuất khẩu sang Pháp. Vào tháng 7 năm 1951, những người trồng trọt ở Algeria đã đổ lỗi cho thuế và phí vận tải đường sắt quá cao khiến việc trồng là không còn gây lời nên họ đã đình chỉ 3 ngày để cố gắng gây áp lực buộc chính phủ Pháp có biện pháp. Xuất khẩu ra những nơi khác, chẳng hạn như sang Vương quốc Anh bị cản trở do thiếu các cơ sở bến cảng. Đến những năm 1970, sau khi Algeria giành được độc lập, khoai tây đã được trồng trên quy mô lớn tại các trang trại của chính phủ ở tỉnh Mascara. Trong những năm 1990, các trang trại của chính phủ được chia thành các công ty tư nhân và cá nhân, dẫn đến thúc đẩy việc mở rộng sản xuất.:17

## Sản xuất
Algeria là quốc gia sản xuất đáng kể khoai tây, loại lương thực chính phổ biến thứ hai trong nước, sau bánh mì.:17 Năm 2018, Algeria sản xuất được 4.653.322 tấn (4.579.830 tấn Anh) khoai tây, trở thành nhà sản xuất lớn thứ 17 trên thế giới và lớn thứ 2 ở châu Phi (sau Ai Cập). Sản xuất tập trung ở hai vùng: vùng ven biển xung quanh Mostaganem, Aïn Defla, Boumerdes và Bouira và vùng sa mạc, tập trung chủ yếu ở tỉnh El Oued.:6
Khí hậu ấm áp giúp khoai tây có thể được trồng trong 9 tháng trong năm, cho phép sản xuất ba vụ. Mùa vụ Premiere (đầu tiên) bắt đầu từ tháng 1 đến tháng 3 và thu hoạch vào tháng 5 đến tháng 8; mùa vụ Arrière (cuối cùng) bắt đầu vào tháng 8-9 và thu hoạch vào tháng 12 trong khi Primeur (vụ sớm) ít được canh tác và chỉ chiếm 5% sản lượng. Nhìn chung, hoạt động sản xuất trên vùng ven bờ biển tập trung vào mùa vụ Premiere trong khi vùng sa mạc tập trung vào mùa vụ Arrière.:15 Nguồn cung khoai tây ra thị trường bị gián đoạn từ tháng 9 đến tháng 12 do khoảng cách giữa các mùa thu hoạch.:16
Khoai tây giống chỉ có thể được nhập khẩu vào tháng Giêng, vì vậy mùa vụ Arrière phụ thuộc vào khoai tây giống trồng tại địa phương hoặc khoai tây lưu trữ.:16 Nhập khẩu khoai tây giống chủ yếu từ Hà Lan và phần lớn từ hai công ty: Agrico và ZPC.:19 Chính phủ Algeria đã nỗ lực hỗ trợ sản xuất khoai tây giống địa phương để giảm sự phụ thuộc vào nhập khẩu nước ngoài và thực hiện các biện pháp điều chỉnh điều kiện trồng trọt của cây giống để đảm bảo chất lượng.:10
Khoai tây là cây trồng chính cần tưới ở Algeria và một lượng nước lớn được sử dụng cho việc này: tưới tiêu nông nghiệp chiếm 70-80% tổng lượng nước sử dụng ở Algeria.:6–7 Phần lớn nước được sử dụng cho nông nghiệp được lấy từ các giếng vì nước lấy từ các hồ chứa của chính phủ thì tốn phí.:10 Việc lấy nước này đã dẫn đến sự sụt giảm đáng kể của mực nước ngầm.:6 Phân bón được sử dụng phổ biến nhưng việc mua bán bị chính phủ hạn chế vì chúng có thể được chế tạo thành chất nổ.:11 Mức độ cơ giới hóa trong lĩnh vực trồng khoai tây thấp, nhiều công việc thu hoạch được thực hiện bằng tay. Đây là một nghề có địa vị thấp và do đó thường thiếu hụt lao động.:6 Nông dân trồng khoai tây thường là thành viên của hai hợp tác xã nông nghiệp chính: HTX Agricole de Services des Approvisionnements (CASAB) và HTX d'Agricole de Guemar.:11

### Vùng duyên hải
Khoai tây ở vùng ven biển thường được trồng trên các cánh đồng rộng khoảng 3–40 hécta (7,4–98,8 mẫu Anh).:15 Cây trồng có thể được trồng luân canh với ngũ cốc hoặc dưa hấu nhưng đối với hầu hết nông dân trồng khoai tây thì nó là cây trồng chính. Giống chính được trồng trong vùng là Spunta (chiếm 40% tổng sản lượng) ngoài ra các giống Condor, Désirée, Fabula và Ultra cũng được trồng.:17
Vùng toàn đất cứng, cần xới đất bằng máy cày trước khi gieo; các trang trại nhỏ thường gieo bằng tay nhưng ở các trang trại lớn thì việc này được thực hiện bằng máy móc.:20 Nông dân ven biển cũng cho biết đất cứng khiến việc thu hoạch bằng máy không thể thực hiện được và hầu hết việc thu hoạch được thực hiện bằng tay. Vì giá thuê nhân công rẻ nên hầu hết việc tưới tiêu cũng được thực hiện thủ công, bằng cách di chuyển vòi phun tưới quanh ruộng.:19 Đất của khu vực này thiếu chất hữu cơ và do thiếu phân hữu cơ nên người ta phụ thuộc nhiều vào phân hóa học.:20 Phân bón thường được bón hai lần mỗi mùa.:21

### Vùng El Oued

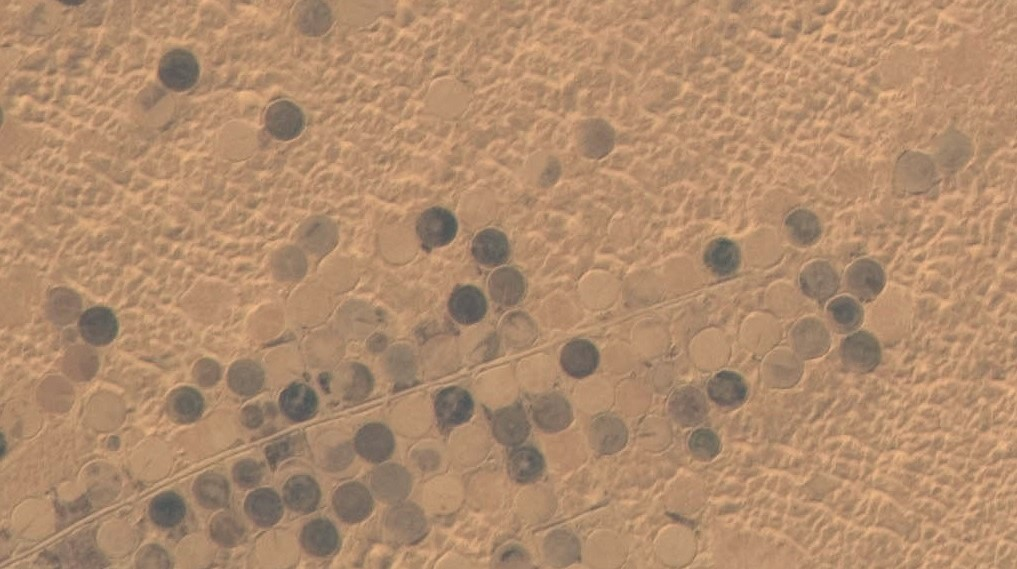
Các nơi canh tác El Oued được chụp từ không gian

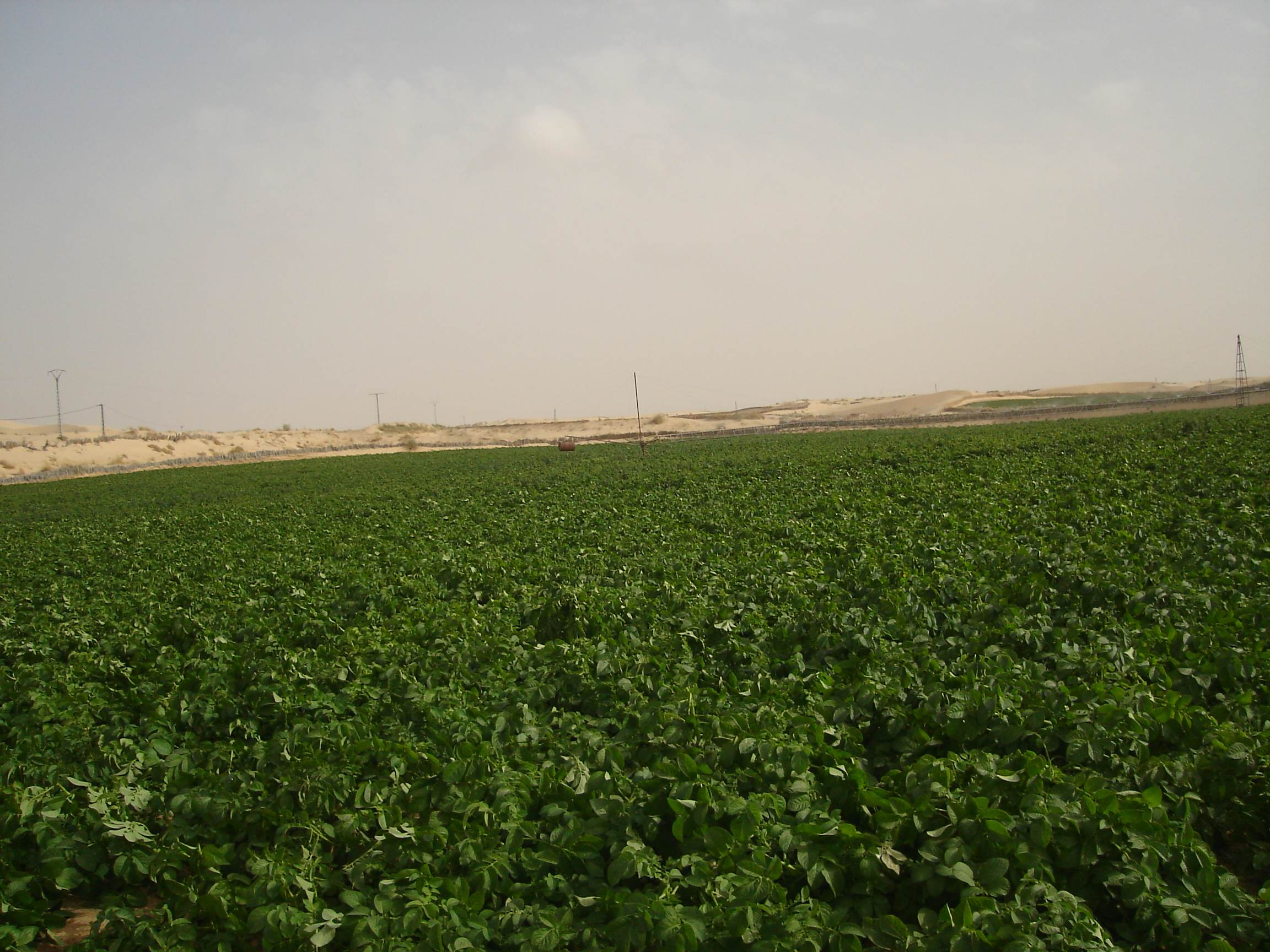
Một cánh đồng khoai tây ở El Oued

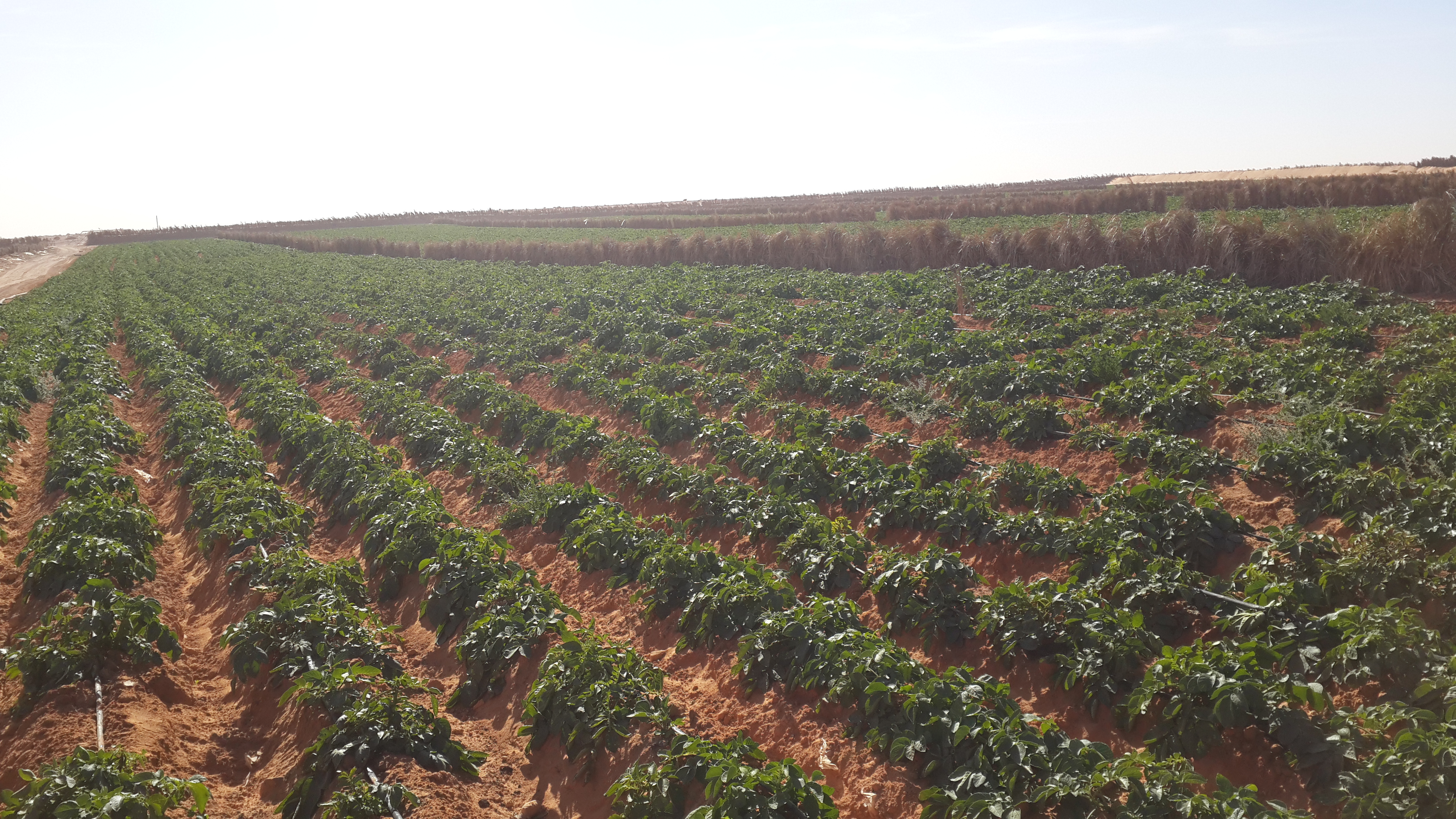
Cánh đồng khoai tây hình chữ nhật được tưới nhỏ giọt ở El Oued

El Oued là một thị trấn ốc đảo nằm trên sa mạc Sahara, gần với biên giới Tunisia. Chính phủ Algeria cung cấp đất sa mạc ở đây miễn phí cho những người có đủ khả năng san lấp cồn cát và chuyển đất sang nông nghiệp.:28 Do điều kiện của sa mạc nên việc tưới tiêu nhân tạo là rất cần thiết và phải xây dựng công trình chắn gió để bảo vệ cây trồng khỏi bị vùi lấp do cát thổi.:30 Công trình chắn gió thường cao 2 mét (6,6 ft) trên nền cát, được gia cố bằng hàng rào lá cọ bện trên đỉnh.:30
Khu vực này theo truyền thống chỉ trồng chà là nhưng sản xuất khoai tây đã bắt đầu vào năm 1986 và đến năm 2017, hơn 30.000 hécta (74.000 mẫu Anh) đã được 47.000 nông dân canh tác.:11:27 Khu vực này hiện chiếm 40% tổng số khoai tây được trồng ở Algeria, mặc dù cà chua, dưa, thuốc lá và ngũ cốc cũng được trồng ở El Oued.:27 Giống khoai tây chính được trồng là Spunta và hầu hết nông dân trồng mùa vụ Arrière, mặc dù trong những năm gần đây một số đã chuyển sang mùa vụ Premiere.:28
Các trang trại thường được thiết lập theo kiểu cánh đồng tưới tiêu trục vòng tròn (gọi tắt là: trục) có diện tích khoảng 0,9 hécta (2,2 mẫu Anh). Trang trại có tới 70 trục nhưng phần lớn một nông dân canh tác 5-10 trục.:27 Hệ thống tưới tiêu được sản xuất tại địa phương từ nguyên liệu nhôm và sắt. Chúng hoàn thành một vòng quay trong khoảng 2,5–3 giờ và cung cấp nước cho cây trồng dưới dạng sương mù hơi nước áp suất cao.:29:36 Một giếng duy nhất có thể cung cấp nước cho 2-3 trục và việc tưới tiêu được áp dụng trong 6-8 giờ một ngày đối với khoai tây mùa vụ Premiere và 18 giờ một ngày đối với khoai tây mùa vụ Arrière.:36 Hầu hết việc tưới tiêu được thực hiện vào ban đêm; một số nông dân tưới 24 giờ một ngày nhưng điều này rất hiếm do chi phí điện cao hơn trong ngày.:36 Việc lấy nước đang dần làm cạn kiệt các tầng chứa nước ngầm ở El Oued.:37
Hầu hết các công việc nông nghiệp ở El Oued được thực hiện bằng tay vì mặt đất là cát rời và giá thuê lao động (hầu như hoàn toàn là nam giới) rẻ.:27:38 Trước khi trồng phân bón thường được rải trên trục và suốt mùa thường bón NPK 3 lần.:21:32 Khoai tây được trồng theo từng luống thủ công với 15-20 người đàn ông mất khoảng 4 giờ để trồng mỗi trục đất.:29 Việc thu hoạch cũng được thực hiện bằng tay vì không có máy nào trên thị trường có khả năng thu hoạch từ cát.:29 Đôi khi khoai tây bị bỏ lại trong cát từ 1 đến 3 tháng do thiếu phương tiện bảo quản.:30
Khoảng 80% nông dân để trống trục đất cho vụ sau thay vì áp dụng luân canh, nhưng ở những nơi luân canh thì họ thường trồng tỏi hoặc hành.:33 Cứ 2-3 năm, cát trong trục đất được đào lên và thay thế để loại bỏ các loại bệnh và sâu bệnh (chẳng hạn như Ngành Giun tròn).:30 Sản lượng đạt được tại El Oued thường là 40 tấn (39 tấn Anh) mỗi trục đất trong mùa vụ Premiere và 30 tấn (30 tấn Anh) trong mùa vụ Arrière, mặc dù giá cao hơn.:32:39

## Sâu bệnh
Có một số loại sâu bệnh ảnh hưởng đến sản xuất khoai tây ở Algeria. Giun tròn khoai tây là sâu phân bố rộng nhất ở Algeria cùng với một số giống sâu bệnh khác có nguồn gốc từ châu Âu và Nam Mỹ. Các loại potyviruses như Virus hại lá khoai tây, Potato virus A, Potato virus S, Potato virus X và Potato virus Y đều có mặt ở Algeria mặc dù Y là loại phổ biến nhất cho đến nay. Cỏ dại có thể là một vấn đề và thuốc diệt cỏ thường được áp dụng để diệt chúng, mặc dù một số loài cỏ dại đã trở nên kháng thuốc.:23
Phthorimaea operculella (sâu bướm củ khoai tây) và rầy cũng gây ra nhiều vấn đề. Các trang trại khoai tây lớn thường xịt thuốc trừ sâu 2-3 lần mỗi mùa để bảo vệ khỏi những loài gây hại này, các trang trại nhỏ hơn không đủ khả năng để làm điều này.:23 Kể từ những năm 2010, bệnh bạc lá sớm do nấm Alternaria protenta gây ra đã được báo cáo, đặc biệt là ở phía tây bắc của đất nước, nơi nó đã lây nhiễm 80% cây trồng vào năm 2016. Các loại nấm Phytophthora, Rhizoctonia và đôi khi, Fusarium cũng gây ra các vấn đề và ở các vùng trồng khoai ven biển, nông dân thường xử lý bằng thuốc diệt nấm 7-8 ngày một lần.:23 Vi khuẩn Pectobacterium carotovorum gây bệnh thối mềm do vi khuẩn ở Tây Algeria và các bệnh do vi khuẩn khác được biết là bệnh xì mủ và bệnh Ralstonia.

## Sử dụng

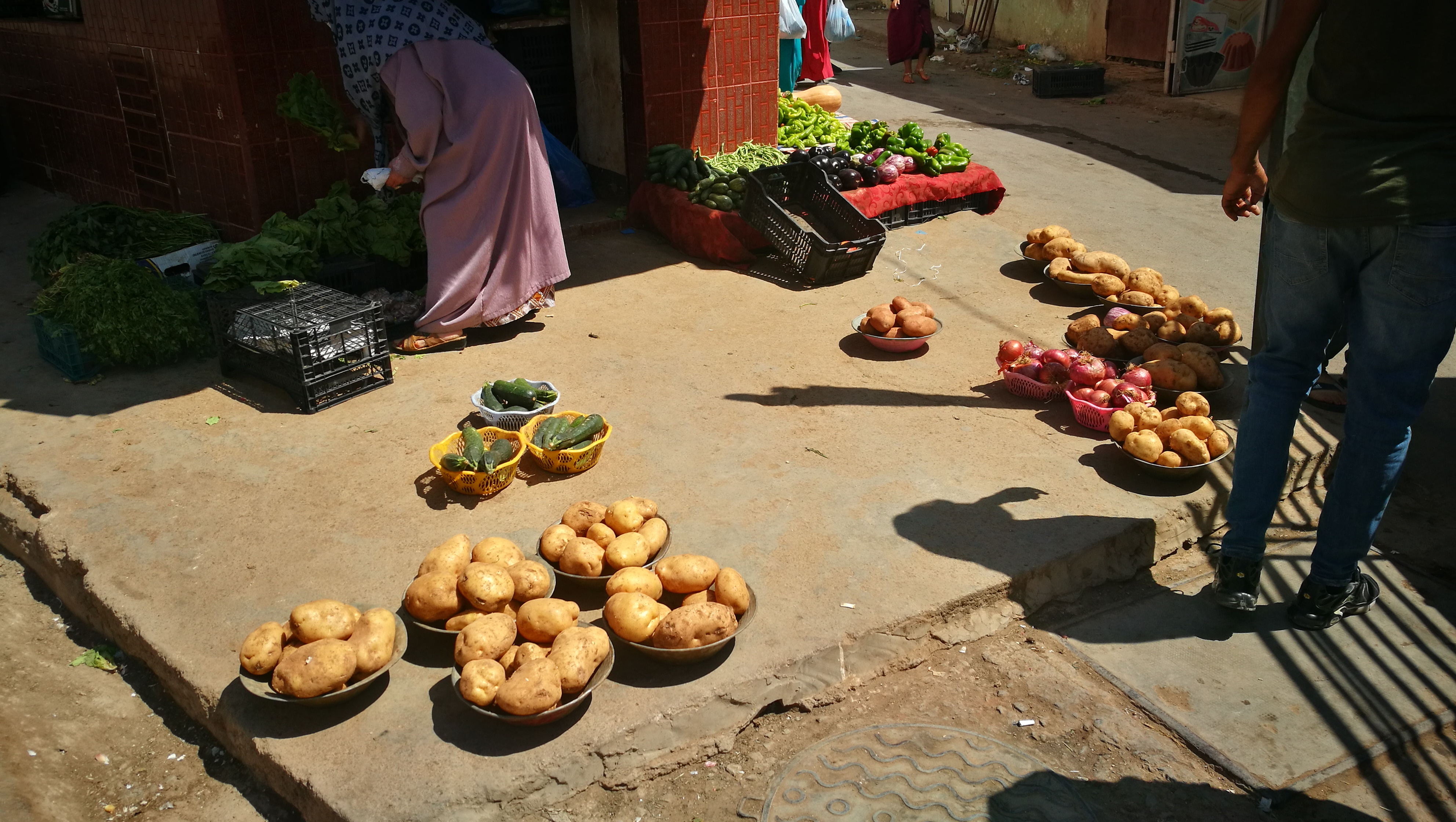
Khoai tây được bán ở Mascara, Algeria

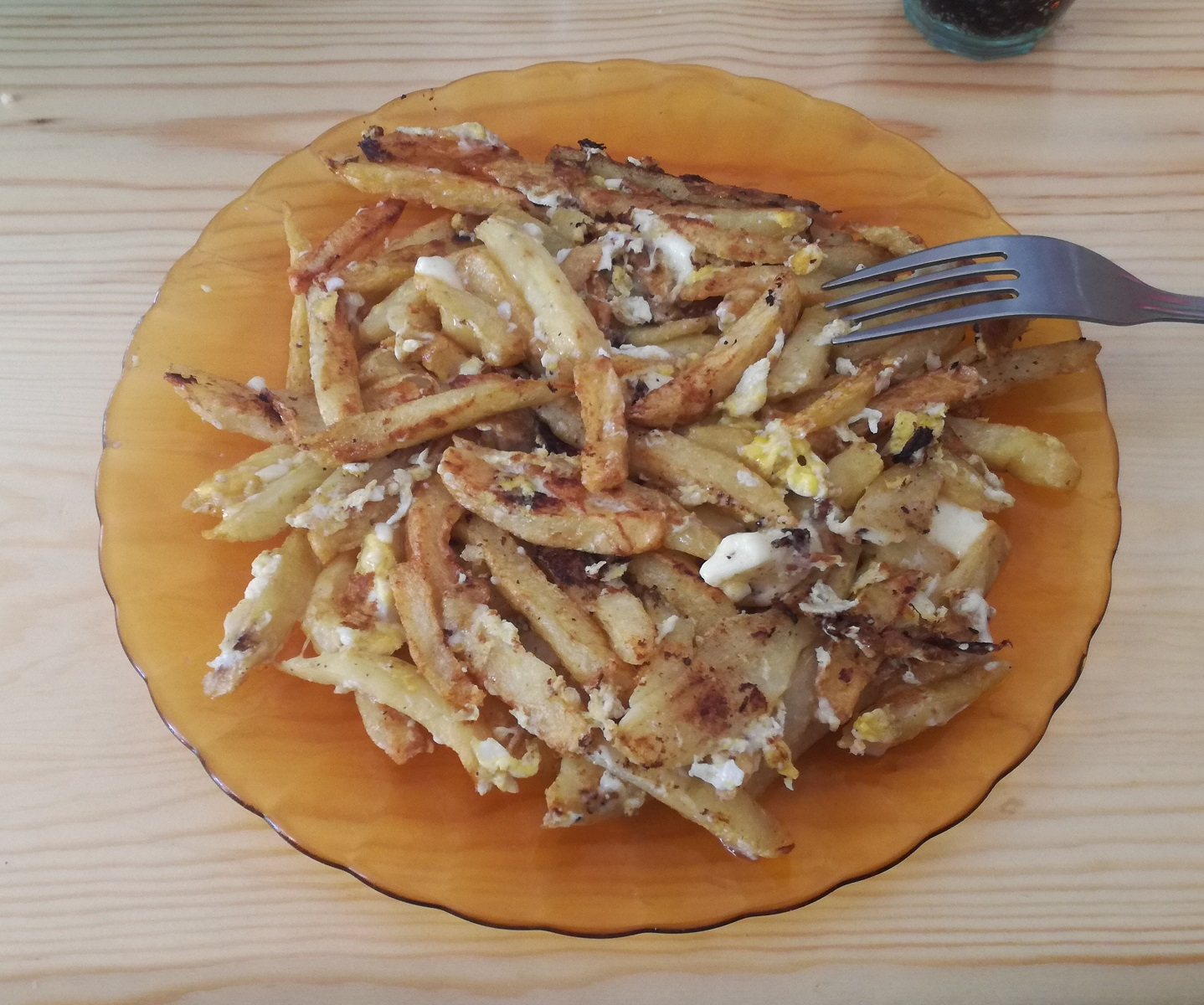
Khoai tây chiên kiểu Algeria với trứng và pho mát

Khoai tây được người nông dân bán trực tiếp tại các chợ đầu mối hoặc cho những lái buôn trung gian bán sang các chợ khác hoặc các cửa hàng.:12 Bộ Nông nghiệp Algeria cung cấp một khoản trợ cấp (Le Système de régulation des produits agricoles de large consommation, SYRPALAC) cho người trồng để dự trữ khoai tây của họ, dưới sự kiểm soát của chính phủ, với mục đích cung cấp nguồn cung trong thời gian thiếu hụt.:10 Kho lưu trữ hiện có hạn nhưng nhiều cơ sở đang được xây dựng.:20 Khoai tây thường được dùng ăn như món khoai tây chiên được bán rộng rãi theo kiểu thức ăn đường phố. Phần lớn trong số này được cắt và chế biến thủ công vì không có nhà máy Algeria sản xuất khoai tây chiên. Một số nhà máy hoạt động để sản xuất khoai tây chiên giòn nhưng ít hơn 1% sản lượng khoai tây Algeria được chế biến trong một nhà máy.:12